# Pyronia astorica
Pyronia astorica är en fjärilsart som beskrevs av Robert Christopher Tytler 1926. Pyronia astorica ingår i släktet Pyronia och familjen praktfjärilar. Inga underarter finns listade.